# Droga wojewódzka 271
Die Droga wojewódzka 271 (DW 271) ist eine polnische Woiwodschaftsstraße und verläuft innerhalb der Woiwodschaft Pommern. Sie verbindet auf einer Länge von lediglich 1 Kilometer den Bahnhof von Opalenie (Münsterwalde) im Powiat Tczewski (Kreis Dirschau) mit der Landesstraße 90 zwischen Dąbrówka (Dambrowken, 1939–45 Damerau) und der Stadt Kwidzyn (Marienwerder) jenseits der Weichsel.